# Manu

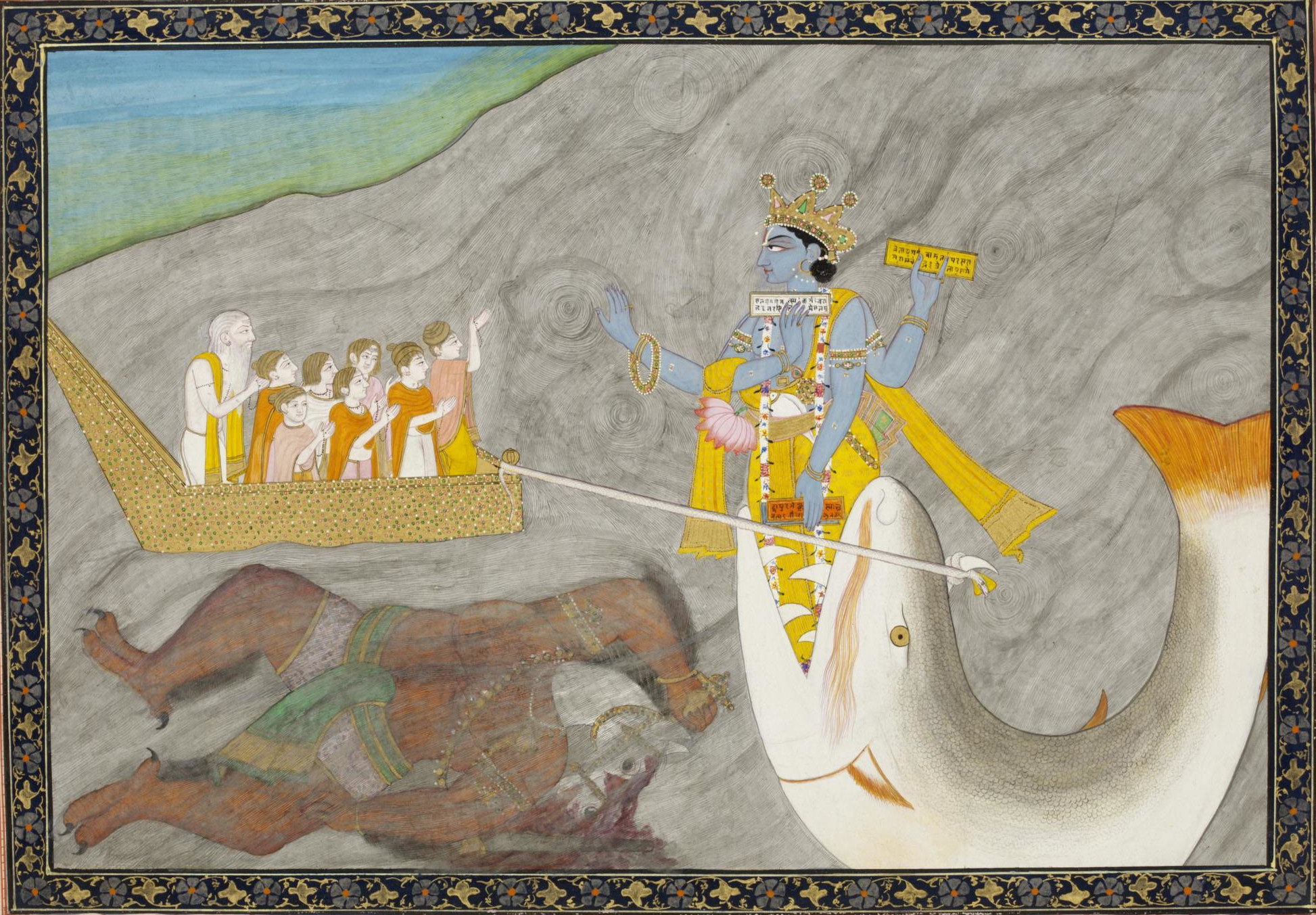
Matsya Avatar, cca. 1870

Manu (sanscrită: मनु) în mitologia vedică este strămoșul omenirii. Este numele purtat de cei 14 strămoși, primul dintre aceștia, Manu Swayam-Bhuva, este autorul tradițional al vestitului codice Manusamhita. Se consideră că acest prim Manu era fiul lui Brahma, născut de zeul însuși.

## Manvantara
1. Swayambhuva (स्वायम्भुव svāyambhuva)
2. Swarochisha (स्वारोचिष svārociṣa)
3. Auttami (औत्तमि auttami)
4. Tamasa (तामस tāmasa)
5. Raivata (रैवत raivata)
6. Chakshusha (चाक्षुष cākṣuṣa)
7. Vaivasvata (वैवस्वत) sau Satyavrata (सत्यव्रत)
8. Savarni (सावर्णि sāvarṇi)
9. Daksha-savarni (दक्ष-सावर्णि dakṣa-sāvarṇi)
10. Brahma-savarni (ब्रह्म-सावर्णि brahma-sāvarṇi)
11. Dharma-savarni (धर्म-सावर्णि dharma-sāvarṇi)
12. Rudra-savarni (रुद्र-सावर्णि rudra-sāvarṇi)
13. Rauchya (रौच्य raucya) sau Deva-savarni (देव-सावर्णि deva-sāvarṇi)
14. Bhautya (भौत्य bhautya) sau Indra-savarni (इन्द्र-सावर्णि indra-sāvarṇi)